# Очень приятно, Бог
«Очень приятно, Бог» (яп. 神様はじめました Камисама хадзимэмасита, досл. «Я стала богом») — манга, созданная Джульеттой Судзуки. Изначально публиковалась в журнале Hana to Yume, впоследствии компилировалась компанией Hakusensha в формате танкобонов, первый из которых вышел в свет 19 сентября 2008 года. На основе манги режиссёром Даити Акитаро было создано аниме, показ которого прошёл в 2012 году. Второй сезон увидел свет в январе 2015 года. Последний том манги вышел из печати в мае 2016 года.

## Сюжет
Отец Нанами Момодзоно скрылся в неизвестном направлении, задолжав большую сумму денег. После этого Нанами встречает Микагэ — странного человека в очках, который испугался собаки. Нанами «спасает» его от собаки и рассказывает ему свою историю. В благодарность за спасение тот разрешает ей пожить в своём доме. За неимением собственного жилья Нанами вынуждена согласиться. Микагэ даёт ей «карту», которая и приводит её в святыню. Храмовые прислужники Оникири и Котэцу приветствуют Момодзоно как новую Богиню храма Земли, после чего девушка встречает ещё одного демона — Томоэ-хранителя. Однако Томоэ, не признав Нанами, покидает святыню, но впоследствии заключает с девушкой договор и всё же становится её хранителем. Вскоре Нанами влюбляется в Томоэ, ошибочно принимая его верность за любовь. Позже и сам Томоэ влюбляется в Момодзоно.

## Персонажи
Нанами Момодзоно (яп. 桃園 奈々生 Момодзоно Нанами) — шестнадцатилетняя школьница, оставшаяся без дома после того, как её отец проиграл большую сумму денег. Она спасла неизвестного парня от собаки и рассказала ему свою историю, в связи с чем он позволил ей пожить у себя. Нанами узнаёт, что стала «Богом Земли», но при этом осталась человеком, который получил способности бога. Заключив контракт с хранителем-лисом Томоэ, она может силой слова заставить его выполнять свои приказы. Позже влюбляется в Томоэ, принимая его верность за любовь к ней. Часто выслушивает критику от Томоэ насчёт её одежды. В манге разъясняется, что именно Нанами является бывшей возлюбленной Томоэ, которая умерла когда-то в прошлом. Во время трёх путешествий на 500 лет назад Нанами искала способ освободить Томоэ от проклятья. Во время первого визита она спасла Томоэ, когда тот был тяжело ранен, и попросила убежища в доме Юкидзи, с которой чувствовала странную душевную связь. Нанами очень переживала за хранителя, но не имея права вмешиваться в прошлое, всегда навещала его ночью и представлялась именем Юкидзи, её предка, которая в начале истории представлена как первая любовь Томоэ. В тот день, когда Нанами покинула дом Юкидзи, Томоэ тоже ушёл. Второй раз Нанами прибывает в более позднее время: Юкидзи готовится к свадьбе, но демон Акура-оу, друг Томоэ, решает посмотреть, ради кого лис оставил свой образ жизни; о возможном покушении узнают в семье Юкидзи, и Момодзоно предлагает быть подставной невестой, сидящей в паланкине. В пути её настигают, но Томоэ спасает девушку с твёрдым намерением унести её навсегда с собой, так как он уже влюблён в неё. Нанами удаётся освободиться от него только обещанием стать однажды его женой и отданной в дар заколкой, которую в настоящем подарил ей сам лис. Позже выясняется, что Нанами — потомок Юкидзи, точнее, её прапрапраправнучка.
Сэйю: Судзуко Мимори
Томоэ Микагэ (яп. 巴御影 Микагэ Томоэ) — демон-лис. Хранитель Бога Земли — Микагэ (в настоящее время — Нанами). Не признавал Нанами как нового Бога Земли и отказывался ей помогать, но после того, как Нанами закрепила их сделку поцелуем, ему пришлось повиноваться. Привязан к Микагэ и Нанами. Не может понять своих чувств к Нанами очень долгое время, но позже осознает свою любовь к ней. После расторжения клятвы узнаёт, что даже 500 лет назад он влюбился именно в Нанами.
Сэйю: Синносукэ Татибана
Микагэ (яп. ミカゲ) — бывший Бог Земли, сбежавший со своего поста двадцать лет назад и оставивший все заботы о храме Томоэ. Передал Момодзоно Нанами свою должность и храм, поставив печать Бога у неё на лбу. На протяжении всей истории изредка даёт о себе знать. У него светлые волосы, носит очки, шляпу и плащ. Очень боится собак. Возвращается в храм после того, как Томоэ вновь чуть не умер от пробудившегося проклятья.
Сэйю: Акира Исида
Оникири — один из двух помощников в храме Микагэ. У неё белая улыбающаяся маска с чёрными узкими глазами и красными губами.
Сэйю: Нацуё Атараси
Котэцу — второй помощник в храме. Похож на Оникири и отличается от неё только маской. На маске изображено кривое лицо.
Сэйю: Тика Оокубо
Синдзиро Курама (яп. 鞍馬 Курама Синдзиро:) — популярный идол с образом «падшего ангела», готическим макияжем и поведением «плохого мальчика». На самом деле он ворон-тэнгу, который оставил горы Курама 17 лет назад и с тех пор жил в человеческом мире. Хотел стать Богом Земли, съев сердце Нанами. После того, как у него это не вышло, стал её другом. Испытывает нежные чувства к Ами. Имеет взаимную неприязнь к Томоэ.
Сэйю: Дайсукэ Кисио
Мидзуки (яп. 瑞希) — змей-хранитель в храме Ёномори. Нанами спасла его от жестоких одноклассников, после чего он влюбился в неё, оставил метку на её запястье и заманил в свой храм, желая, чтобы та осталась с ним в храме навсегда. Оказалось, что Бог его храма исчезла после того, как люди перестали ходить в него, после чего храм затопило. Помимо этого, он известен как будущий хранитель Момодзоно Нанами. Живёт в храме Микагэ. Спец в изготовлении храмовых вин. В ходе спасения Ами становится мужем Унари, так как увидел в ней такое же одиночество, как и в себе. Возвращаясь к товарищам, пообещал навещать её раз в год.
Сэйю: Нобухико Окамото
Отохико (яп. 乙比古) — Бог Ветра. Друг Микагэ, имеющий своеобразные предпочтения в одежде, которые обуславливаются его нетрадиционной сексуальной ориентацией. Развлекался тем, что проверял способна ли Нанами быть Богом.
Сэйю: Хироки Такахаси
Ами Нэкота — подруга Нанами, очень похожа на ребёнка. Учится в классе 2-1. Ами всегда крайне позитивная и веселая, влюблена в Кураму. Была представлена как Идзанами, когда та взяла её образ из сознания Нанами. Когда, по-ошибке, была похищена Унари и практически стала дюгонем, узнаёт, кем на самом деле является Нанами и остальные, но всё равно продолжает верить им и любить Кураму. После спасения — вновь человек.
Кей — подруга Нанами и Ами. Находится в постоянном поиске своей второй половинки. Когда Ами была похищена Унари, узнаёт о настоящих сущностях Нанами и остальных, что восприняла довольно спокойно и даже заставила Кураму также участвовать в спасении Нэкоты (он до последнего отрицал принадлежность к ёкаям, не желая, чтобы это стало известно другим людям).
Юкидзи — первая возлюбленная Томоэ, именно для неё он похитил глаз Дракона. Когда девушка родила и умерла, Томоэ сам чуть не погиб от клятвы, которой он связал себя, Юкидзи и падшего Бога Куромаро. Позже выяснилось, что Томоэ 500 лет назад влюбился не в Юкидзи, а в Нанами, которая воспользовалась этим именем во время попыток освободить демона-лиса от последствия проклятья.
Акура-Оу (Кирихито), также известный как Кровавый Король, был печально известным ёкаем, который живёт уже по крайней мере 600 лет. Был лучшим другом Томоэ, вместе с ним сеял хаос по миру. Они были непобедимы, пока Томоэ не влюбился в человеческую женщину по имени Юкидзи. После того как он попал в плен, был отправлен в Йоми-но-Куни, где пробыл в заточении в течение сотен лет до момента, до тех пор, пока не встретил недавно умершего Кирихито Мори, который разрешил ёкаю забрать его тело. С тех пор Акура-Оу начал действовать от имени Кирихито. Его цель — любой ценой вернуть своё тело. По словам Оокунинуши, являлся ёкаем, который «не способен любить». В прошлом находил весёлым убийства и грабёж. Начал меняться и понимать людей, пока находился в теле Кирихито. Погиб в событиях последних глав и переродился в девочку по имени Кирара Мори.
Сэйю: Дзюнъити Сувабэ
Ятори — ёкай, рождённый в результате слияния человека по имени Сукэроку и низшего ёкая Мехового шара. Предан Акуре-Оу, в настоящем служит Кирихито. Как оказалось, принадлежит к числу высших ёкаев, так как его тело не рассыпалось в прах при проходе в Йоми-но-Куни. Заключил контракт с Куромаро и обрёл чёрные руки, которые использовал в качестве оружия. Погиб в событиях последних глав.
Сэйю: Хиро Симоно
Киракабури — слуга Акуры-Оу 500 лет назад. Был жестоким садистом, который делал «цветы» из трупов и грубо относился к другому слуге Акуры-Оу, Меховому шару. По поручению Акуры-Оу должен был найти и выкрасть Юкидзи, однако был ранен Томоэ. Впоследствии убит Меховым шаром.
Сэйю: Такэхито Коясу
Дзиро — очень высокомерный и уверенный в своих силах тенгу. Из-за болезни мастера Сёдзёбо управлял подворьем тенгу, чуть позже стал Четвёртым наследников. Испытывает чувства к Нанами.
Унари — полурусалка-полудракон и стражница порядка в морях Окинавы, глава русалок. Её описывают как «грозное, но необходимое создание». Она словно безликий страж законов и к нарушителям беспощадна, но, когда похитили её хогоромо, сама стала причиной шторма. В детстве её считала уродиной (таковой на самом деле не является) собственная мать из-за унаследованных от отца рожек. Поэтому Унари никому не показывала своего лица, пряча его под Хагоромо, которое обманом украл Кирихито, и превращает Ами в дюгоня, ошибочно считая её его сообщницей (из-за платка Нанами, на котором была кровь Кирихито). Заключает сделку с Нанами, не особо рассчитывая на возвращение украденного. Курама чуть не стал её мужем, но сбежал, прихватив зелье эволюции, и на ней добровольно женится Мидзуки, так как они в чём-то похожи. Когда Нанами с Томоэ вернули похищенное, она, увидев привязанность Мидзуки, позволяет змею уйти, подарив на память своё Хагоромо бога-дракона (защищает от любого огня). Унари испытывает чувства к Мидзуки.

## Список серий

### Первый сезон
| № | Заглавие                                                                                    | Главы манги           |
| --- | ------------------------------------------------------------------------------------------- | --------------------- |
| 1 | Нанами становится Богом Земли (奈々生、神様になる)                                          | 1-3                   |
| Оставшись без дома, Момодзоно Нанами оказывается на улице. В парке она встречает Микагэ, который передаёт ей свою силу Бога Земли.                                                              |                                                                                             |                       |
| 2 | Цель — Богиня (神様、ねらわれる)                                                            | 4, 7-8                |
| В класс Нанами перевёлся популярный идол — Курама, и Момодзоно отправляется в школу. |                                                                                             |                       |
| 3 | Бог связывает судьбы (神様、縁をむすぶ)                                                     | 4-6                   |
| Храм Микагэ решает посетить принцесса болот — Химэмико Нумано, которая влюбилась в человека по имени Котаро.                                                                                    |                                                                                             |                       |
| 4 | Похищение бога (神様、拐かされる)                                                           | 14-16                 |
| Момодзоно Нанами похищена хранителем храма Ёномори — Мидзуки и должна стать его женой. |                                                                                             |                       |
| 5 | Богиня теряет свой дом (神様、家をうしなう)                                                 | 9-12                  |
| Богиня молний Наруками превращает Томоэ в ребёнка и лишает Нанами печати Бога Земли. |                                                                                             |                       |
| 6 | Богиня простудилась (神様、風邪をひく)                                                      | 13, 17-18             |
| Главная героиня берёт выходной, а Томоэ идёт в школу под видом Момодзоно. Тем временем Нанами совершает путешествие в прошлое, когда Томоэ ещё был диким лисом.                                 |                                                                                             |                       |
| 7 | Приглашение Бога на свидание (神様、デートに誘う)                                           | 19-20                 |
| Нанами осознаёт, что влюбилась в Томоэ, и приглашает его на «свидание». |                                                                                             |                       |
| 8 | Бог отправляется на пляж (神様、海へいく)                                                   | 21-22 + филлер        |
| Нанами с друзьями отправляется на пляж, где Томоэ похищает морской владыка Рюо. Чтобы спасти своего хранителя, Момодзоно должна вернуть Рюо его правый глаз, который был украден 526 лет назад. |                                                                                             |                       |
| 9 | Бог отправляется в дворец Короля Драконов (神様、竜宮城にいく)                              | 23-24                 |
| Нанами отправляется на 526 лет назад, чтобы выполнить свою часть сделки, и узнаёт новые факты о прошлом Томоэ.                                                                                  |                                                                                             |                       |
| 10 | Томоэ становится хранителем / Бог идёт на вечеринку (巴衛、神使になる / 神様、合コンにいく) | 50, 79, 13 том Экстра |
| В первой части серии история о том, как Томоэ стал хранителем Микагэ. Вторая часть серии — Нанами с подругами отправляется на групповое свидание.                                               |                                                                                             |                       |
| 11 | Поход хранителя в город (神使、街にでかける)                                                | 37-38                 |
| В первой части серии Мидзуки отправляется в город, чтобы лучше узнать людей и секрет популярности Курамы. Во второй части эпизода Нанами и Томоэ вместе проводят время в парке аттракционов.    |                                                                                             |                       |
| 12 | Нанами больше не Бог (奈々生、神様をやめる)                                                 | 26 + филлер           |
| Нанами хочет устроить фестиваль в храме Микагэ, а Отохико устраивает ей очередную проверку. |                                                                                             |                       |
| 13 | Я стала Богом (神様はじめました)                                                            | филлер                |
| Нанами покидает храм накануне фестиваля, а проверка, тем временем, продолжается. |                                                                                             |                       |

### Второй сезон
| № | Заглавие                                                | Главы манги |
| --- | ------------------------------------------------------- | ----------- |
| 1 | И снова здравствуйте, я — бог (神様またはじめました)    | 32-33       |
| Момодзоно Нанами проходит испытание у бога ветра и пытается очистить школу от злых духов. Для этого ей необходимо вырастить своего собственного сикигами.                                       |                                                         |             |
| 2 | Богиня отправляется в Идзумо (神様、出雲へいく)         | 39-40       |
| Нанами получает приглашение на собрание богов в Идзумо. Томоэ и Мидзуки спорят о том, кто будет её сопровождать. Нанами решает взять собой Мидзуки.                                             |                                                         |             |
| 3 | Богиня проваливается в преисподнюю (神様、黄泉におちる) | 41-42       |
| Нанами попадает в Страну жёлтых вод вслед за Кирихито. |                                                         |             |
| 4 | Погоня за богиней (神様、黄泉をかける)                  | 44-46       |
| Богиня не хочет оставлять в Идзумо Кирихито и сбегает от Идзанами вместе с ним. |                                                         |             |
| 5 | Второе признание богини (神様、二度目の告白をする)      | 48-49       |
| Томоэ отказался от поста хранителя ради обретения сил ёкая. Чтобы вновь стать им и остаться с Нанами, ему необходимо возобновить контракт и принять наказание от совета богов.                  |                                                         |             |
| 6 | Богиня встречает маленького тэнгу (神様、小天狗にあう)  | 51          |
| Нанами встречает маленького тэнгу, который переживает, что его крылья до сих пор не окрепли и ищет третьего сына царя горы Курама Сандзёбо — Кураму Синдзюру. Богиня идёт на конценрт к Кураме. |                                                         |             |
| 7 | Богиня отправляется на гору Курама (神様、鞍馬山へいく) | 52-54       |
| Вместе с Томоэ и Курамой Нанами отправляется на гору Курама. |                                                         |             |
| 8 | Тайная миссия богини (神様、潜入する)                   | 54-55.      |
| Друзья разрабатывают план спасения Царя Сандзёбо. |                                                         |             |
| 9 | Неожиданное нападение богини (神様、ふいうちをくらう)   | 56-57       |
| Нанами выясняет, что у царя Сандзёбо украли душу. |                                                         |             |
| 10 | Богине признаются в любви (神様、告白される)            | 58-60       |
| Нанами и Дзиро спускаются в расщелину горы, где Ятори спрятал душу. Томоэ спасает богиню, но Дзиро оказывается тяжело ранен.                                                                    |                                                         |             |
| 11 | Богиня снова ребёнок (神様、こどもにもどる)             | 61-62       |
| Нанами проходит через врата зодиака и вспоминает последние 12 лет своей жизни. Томоэ с любопытством наблюдает за незнакомой ему Нанами.                                                         |                                                         |             |
| 12 | Богине делают предложение (神様、求婚される)            | 63-64       |
| Нанами получает талисман на следующий год. Кирихито предпринимает очередную попытку найти своё тело в Идзумо.                                                                                   |                                                         |             |